# NGC 4123
NGC 4123 é uma galáxia espiral barrada (SBb) localizada na direcção da constelação de Virgo. Possui uma declinação de +02° 52' 42" e uma ascensão recta de 12 horas, 08 minutos e 11,2 segundos.
A galáxia NGC 4123 foi descoberta em 23 de Fevereiro de 1784 por William Herschel.